# Gran Premio Castilla y León
Le Gran Premio Castilla y León était une course cycliste féminine qui se tenait dans la région de Castille-et-León et faisait partie de la Coupe du monde de cyclisme sur route féminine. Il s'agissait d'une course d'un jour, mais elle était de 2003 à 2005 associée à l'édition féminine du Tour de Castille-et-León. Elle se déroulait en mai et son kilométrage oscillait entre 107,5 et 127 km. La course est arrivée trois fois à Valladolid, en 2003 à Villarcayo et en 2004 à Salamanque. 

## Palmarès
| Année | Vainqueur         | Deuxième             | Troisième         |
| ----- | ----------------- | -------------------- | ----------------- |
| 2002  | Regina Schleicher | Petra Rossner        | Mirjam Melchers   |
| 2003  | Mirjam Melchers   | Anita Valen de Vries | Sara Carrigan     |
| 2004  | Angela Hennig     | Oenone Wood          | Mirjam Melchers   |
| 2005  | Susanne Ljungskog | Judith Arndt         | Tatiana Guderzo   |
| 2006  | Nicole Cooke      | Judith Arndt         | Susanne Ljungskog |